# Mustikkasaari (ö i Mellersta Finland, Keuruu, lat 62,25, long 24,32)
Mustikkasaari är en ö i Finland. Den ligger i sjön Yltiä och i kommunen Keuru i den ekonomiska regionen  Keuru ekonomiska region  och landskapet Mellersta Finland, i den södra delen av landet, 230 km norr om huvudstaden Helsingfors. Öns area är 1,8 hektar och dess största längd är 190 meter i sydväst-nordöstlig riktning.